# Изложба „Нови чланови” (2012)
Изложба „Нови чланови” се одржала у периоду од 2. до 12. фебруара 2012. године у Уметничком павиљону „Цвијета Зузорић”.

## Излагачи
1. Дејан Аксентијевић
2. Далибор Анђелковић
3. Слободанка Јеличић Бабић
4. Јелена Бибић
5. Иван Блануша
6. Андреј Бунушевац
7. Иван Вујанић
8. Ведран Вучић
9. Нина Галић
10. Јелена Дамњановић
11. Снежана Добросављевић
12. Владимир Дончев
13. Олга Ђорђевић
14. Марија Ђурић
15. Сања Жигић
16. Иван Илиев
17. Анита Јовановић
18. Драган Јовановић
19. Немања Јовичић
20. Јелена Качаревић
21. Миа Кешељ
22. Сава Кнежевић
23. Тијана Којић
24. Шана Кулић
25. Драгана Купрешанин
26. Драгана Лаловић
27. Верица Бељин Лончарски
28. Беким Меховић
29. Милица Милановић
30. Мина Милосављевић
31. Соња Мирков
32. Марина Мирковић
33. Немања Морача
34. Вук Нинковић
35. Новак Новаковић
36. Соња Огњеновић
37. Јасна Мраовић Опавски
38. Влада Пантелић
39. Снежана Пантелић
40. Владимир Петровић
41. Тијана Петровић
42. Јелена Пешић
43. Андреја Прокопијевић
44. Душан Радовановић
45. Нина Радоичић
46. Андрија Ранчић
47. Катарина Рашић
48. Владан Сибиновић
49. Бојана Стаменковић
50. Јасмина Степић
51. Огњен Тепавчевић
52. Драгана Филиповић
53. Ненад Цветковић
54. Марија Шавија